# Camponotus dentatus
Camponotus dentatus är en myrart som först beskrevs av Mayr 1866.  Camponotus dentatus ingår i släktet hästmyror, och familjen myror.

## Underarter
Arten delas in i följande underarter:
- C. d. dentatus
- C. d. humeralis